# 小行星2892
小行星2892（2892 Filipenko）是一颗绕太阳运转的小行星，为主小行星带小行星。该小行星于1983年1月13日发现。
該小行星以克里米亞半島巴切沙雷醫院外科主任亞歷山大·格里戈里耶維奇·菲利賓科（Aleksandr Grigorevich Filipenko）命名。

## 轨道参数
小行星2892的轨道半长轴为3.1688345 UA，离心率为0.213。